# Road Rash (серия игр)
Road Rash — серия компьютерных игр от компании Electronic Arts, в которой игроку предстоит участвовать в ожесточенных незаконных уличных гонках на мотоциклах. Игра была выпущена для приставки Sega Mega Drive, но позже была портирована на другие игровые платформы. В период с 1991 по 1999 года было выпущено шесть версий игры, а в 2003 году игра была портирована на портативную консоль Game Boy Advance.

## Игровой процесс
Весь игровой процесс происходит в режиме от третьего лица. Игроку необходимо приехать в тройке победителей, чтобы перейти на следующий уровень. По мере прохождения, соперники становятся быстрее, у них появляется более опасное оружие, а трассы становятся сложнее и длиннее. После каждой гонки, игроку начисляются деньги, которые он может потратить на новый мотоцикл, либо на улучшения для него. Игра считается проигранной, если у игрока не остается денег на ремонт мотоцикла после его поломки, либо на штраф, если его поймала полиция.

## Игры серии
- Road Rash (1991) — первая игра серии, вышедшая на Sega Genesis, после была издана на других платформах с безномерным названием, но отличавшаяся по исполнению.
- Road Rash II (1992) — вторая часть. Вышла только на консоли Sega Genesis.
- Road Rash (1994) — по очерёдности третья игра, являющаяся улучшенной версией первой игры серии Road Rash. Первоначально вышла на платформе «3DO». Затем появились портированные версии для Sony PlayStation, Sega CD, Sega Saturn и Windows.
- Road Rash 3: Tour De Force (1995) — третья часть серии, вышедшая только на Sega Genesis.
- Road Rash 3D (1998) — первая трёхмерная игра серии. Вышла на консоли PlayStation.
- Road Rash 64 (1999) — игра, вышедшая специально для Nintendo 64.
- Road Rash: Jailbreak (2000) — игра серии, вышедшая на консоли PlayStation. В 2003 году появилась версия игры для Game Boy Advance.
- Road Rash (2009) — последняя на данный момент игра серии, вышедшая эксклюзивно для мобильных телефонов на J2ME. Продавалась исключительно на сайте EA Mobile.